# Премія «Люм'єр» (6-та церемонія)
6-та церемонія вручення Премії Люм'єр французької Академії Люм'єр відбулася 24 січня 2001 у Парижі. Церемонія проходила під головуванням Фредеріка Лопеза. Найбільшу кількість нагород (3) отримав фільм На чужий смак — як «Найкращий фільм» та за «Найкращу режисеру» і «Найкращий сценарій».

## Переможці
| Нагорода                  | Переможець                                   |
| ------------------------- | -------------------------------------------- |
| Найкращий фільм           | На чужий смак                                |
| Найкращий режисер         | Аньєс Жауї — На чужий смак                   |
| Найкращий актор           | Даніель Отей — Сад                           |
| Найкраща акторка          | Ізабель Юппер — Дякую за шоколад             |
| Найкращий сценарій        | Жан-П'єр Бакрі та Аньєс Жауї — На чужий смак |
| Найперспективніший актор  | Жаліль Леспер — Людські ресурси              |
| Найперспективніша акторка | Ізільд Ле Беско — Сад                        |
| Найкращий іноземний фільм | Краса по-американськи                        |